# Eupithecia hebridensis
Eupithecia hebridensis là một loài bướm đêm trong họ Geometridae.